# Tychowo (stacja kolejowa)
Tychowo – stacja kolejowa w Tychowie, w województwie zachodniopomorskim, w powiecie białogardzkim, w gminie Tychowo. Według klasyfikacji PKP ma kategorię dworca lokalnego. Stacja położona jest 1,5 km na południowy zachód od centrum Tychowa, po zachodniej stronie drogi wojewódzkiej nr 167. Przez stację przebiega jednotorowa zelektryfikowana linia kolejowa Szczecinek – Białogard – Kołobrzeg. Na stacji zatrzymują się wyłącznie pociągi osobowe.

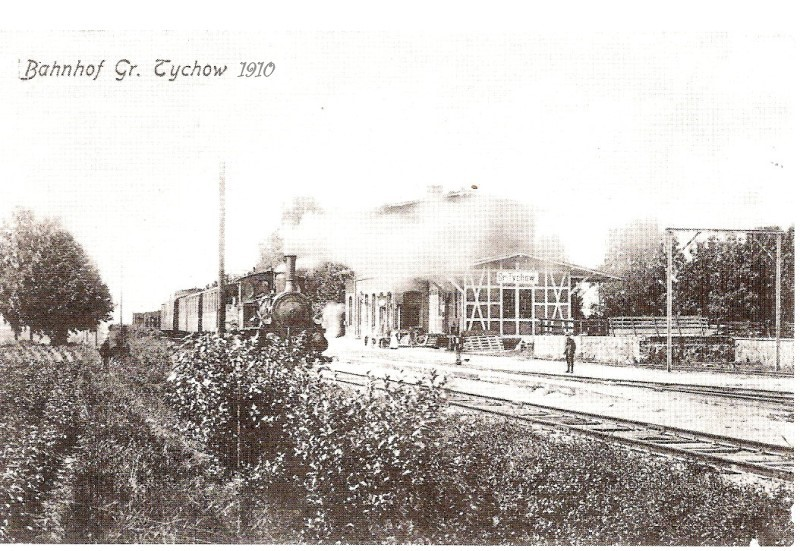
Stacja w r. 1910

## Ruch pasażerski
| Rok  | Wymiana pasażerska na dobę |
| ---- | -------------------------- |
| 2017 | 20-49                      |
| 2022 | 50-99                      |